# Polonia Bytom (lední hokej)
Polonia Bytom je profesionální polský hokejový klub. Byl založen v roce 1920.

## Úspěchy
- Mistr Polské ligy: 1984, 1986, 1988, 1989, 1990, 1991
- Vítěz 1. polské národní hokejové ligy: 1981, 2000, 2007